# Desnudo (álbum de Gabriel Coronel)
Desnudo es el nombre del álbum de estudio debut del cantante, compositor y actor Venezolano Gabriel Coronel. Fue lanzado al mercado por Warner Music Latina el 5 de noviembre de 2013.

## Sencillos
El primer sencillo fue Desnudo lanzado al mercado el 23 de julio de 2013 en su cuenta de Youtube y como tema principal de la telenovela Marido en alquiler. El segundo sencillo se tituló Yo Te Ame lanzado el 26 de junio de 2014 y formó parte de la telenovela Reina De Corazones.

## Lista de canciones
| Desnudo |                        | |          |  |
| N.º     | Título                 | Escritor(es) | Duración |  |
| 1.      | «La Alegría De Vivir»  | Gabriel Coronel, María José Fernández, Leticia Fuentes                                                             | 3:47     |  |
| 2.      | «Desnudo»              | Gabriel Coronel, José Miguel Velázquez, Jonathan Fuzessy                                                           | 3:33     |  |
| 3.      | «Happy»                | Lazaro Alfred David, José Carlos García, Jorge Gómez Martínez, Lenny Medina, Joey Montana, Armando Christian Pérez | 3:00     |  |
| 4.      | «Yo Te Ame»            | Gabriel Coronel, José Miguel Velazquez                                                                             | 3:48     |  |
| 5.      | «La Vida Sin Ti»       | David Augustave, María José Fernández, Leticia Fuentes                                                             | 3:19     |  |
| 6.      | «Bailando En El Limbo» | David Augustave, Leticia Fuentes, Xuso Jones, Bruno Nicolas, Francisco Rodríguez                                   | 3:30     |  |
| 7.      | «La Fuerza De Mi Ser»  | Antonio Rayo, José Miguel Velásquez                                                                                | 3:51     |  |
| 8.      | «Yo Te Hare Feliz»     | Gabriel Coronel, Carlos "Maffio" Peralta                                                                           | 3:28     |  |
| 9.      | «Llora Llora»          | Bruno Araujo-Marlon, Leticia Fuentes, Fabricio De Oliveria                                                         | 2:59     |  |
| 10.     | «Ritual»               | Luigi Giraldo, Yarka Miller, José Luis Pagán                                                                       | 3:04     |  |

## Colaboradores
Colaboradores de Desnudo álbum bedut de Coronel.
- Gabriel Coronel Compositor, Vocalista y Cantante
- Kiko Rodríguez y Bruno Nicolás (Dabruck) como productores.
- Maffio Productor.
- José Miguel Velazquez Compositor.
- José Luis Pagán Compositor.
- Rayito compositor.